# Восход луны
«Восход луны» (англ. Moonrise) — фильм нуар режиссёра Фрэнка Борзейги, вышедший на экраны в 1948 году.
Фильм стал для Борзейги «смелым опытом погружения в мрачные психологические водовороты фильма нуар, и одной из его лучших работ. Картина красиво поставлена и полна визуально великолепных сцен, и лишь слабости сценария не дали возможность признать этот фильм классикой».
«Это был последний фильм Борзейги на целое десятилетие — отсутствие киноработ в этот период подтолкнуло некоторых критиков и искусствоведов предположить, что Борзейги попал в чёрный список, но это совершенно не соответствует действительности. Причина заключалась в том, что тот тип фильмов, на котором он специализировался, просто перестали снимать».

## Сюжет
Фильм начинается со сцены приведения в исполнения смертного приговора путём повешения. Тень повешенного отражается на кровати ребёнка, оказываясь потом тенью от игрушки в детской кроватке…
Действие фильма происходит в небольшом городке в Виргинии. Школьники издеваются над своим одноклассником Дэнни Хокинсом (Дэйн Кларк), оскорбляя его тем, что его отца повесили за убийство, и внушая ему мысль, что в его жилах течёт «дурная кровь». Особенно усердствует в этом сын местного банкира, Джерри Сайкс (Ллойд Бриджес).
Однажды, уже после окончания школы, Дэнни решает пойти на танцы в местном парке, расположенном недалеко от большого лесного болота. Там Дэнни сталкивается с Джерри, который снова обзывает его сыном убийцы. Между ними начинается драка, в ходе которой Джерри берёт большой камень, пытаясь ударить соперника. Однако Дэнни, вспомнив обо всех перенесённых им издевательствах, выхватывает камень и бьёт им Джерри по голове, разбивая ему череп. Затем Дэнни оттаскивает бесчувственное тело Джерри в укромное место и быстро уходит, забыв на месте преступления свой карманный нож.
Дэнни возвращается на танцплощадку и приглашает на танец подружку Джерри, молодую учительницу Гилли Джонсон (Гэйл Расселл), в которую влюблён. Дэнни уговаривает отвезти её на машине домой, не дожидаясь Джерри. На скользкой дороге Дэнни теряет контроль над собой и разгоняется. В этот момент у него возникает видение, что Джерри бросает в него камень, после чего на огромной скорости он вылетает с дороги. Они выбираются из машины, и Дэнни провожает Гилли домой, по дороге признаваясь ей в любви. Гилли поначалу говорит, что обручена с Джерри, однако под напором Дэнни тает, они обнимаются и целуются. У Гилли и Дэнни с этого момента начинается роман.
Дэнни приходит на болото к своему чернокожему пожилому другу Мозесу Джонсону (Рекс Ингрэм). Они с собаками направляются охотиться на енота вдоль болот. Дэнни начинает опасаться, что они могут наткнуться на труп Джерри. Когда Мозес находит разлагающееся тело Джерри, Дэнни настолько взволнован, что не замечает, как местный глухонемой дурачок Билли нашёл потерянный им нож и хочет ему его отдать. Шериф Клем Отис (Эллин Джослин) начинает опрашивать всех жителей городка, убеждённый в том, что скоро найдёт убийцу. В частности, он интересуется у Дэнни его школьным конфликтом с Джерри и отношениями Дэнни и Гилли, которую считают невестой Джерри. Надеясь отвести от себя подозрения из-за ножа, Дэнни пытается выкрасть из местного магазинчика точно такой же нож, который он потерял во время убийства. Однако продавец замечает интерес Дэнни к ножу, и в присутствии шерифа говорит, что год назад он уже продавал ему точно такой же.
Приехавший в город ревизор обнаруживает в банке Сайкса недостачу в 2 тысячи долларов, и подозрение в краже падает на Джерри, который задолжал крупную сумму вокалисту местного ансамбля Кену Уильямсу. Когда шериф спрашивает Дэнни, не видел ли тот, чтобы Кен уходил со сцены во время танцев, когда убили Джерри, тот отвечает, что во время выступления ансамбля было несколько десятиминутных перерывов, во время которых он мог выйти из зала. На следующий день шериф с женой встречает Дэнни и Гилли на местной ярмарке. Гилли говорит Дэнни, что после того, как Билли нашёл пропавший нож, шериф приходил к ней и расспрашивал её об отношениях с Джерри и Дэнни. В этот момент они катаются на чёртовом колесе, и когда Дэнни видит, как шериф также садится на этот аттракцион, нервы у Дэнни не выдерживают, он вылезает из своего кресла и с большой высоты прыгает вниз.
Сильно поранив ногу, Дэнни добирается до избушки Мозеса. Внутри избушки он видит спокойно отдыхающего Билли, и в порыве отчаяния чуть было не душит его. Из разговора с Мозесом становится ясно, что после того, как Дэнни зло толкнул ногой обнаружившую труп собаку, тот догадался, что это Дэнни убил Джерри. Ведь Дэнни очень любил собак и никогда не делал ничего подобного по отношению к ним. Мозес говорит, что он никогда ничего не расскажет властям, однако убеждён, что Дэнни в итоге всё расскажет сам.
Услышав приближение шерифа с помощниками, Дэнни бежит к своей бабушке, которая живёт в отдалённом доме среди болот. Из разговора с бабушкой выясняется, что отец Дэнни был казнён после того, как застрелил врача, отказавшегося оказать помощь его больной жене, после чего та умерла. Дэнни берёт ружьё отца и идёт на могилу своих родителей, вероятно, решив покончить с собой, однако, осознав, что на нём нет никакого проклятия «дурной крови», он решает сдаться властям.
Когда подоспевший шериф видит, что Дэнни готов всё рассказать сам, он отказывается от использования наручников, и позволяет тому дойти до полицейского участка «как человеку».

## В ролях
- Дэйн Кларк — Дэнни Хокинс
- Гэйл Расселл — Гилли Джонсон
- Этель Берримор — бабушка
- Эллин Джослин — шериф Клем Отис
- Рекс Ингрэм — Мозес
- Гарри Морган — Билли
- Ллойд Бриджес — Джерри Сайкс
- Дэвид Стрит — Кен Уильямс
- Гарри Кэри-младший — Джимми Бифф
- Селена Ройл — тётя Джесси
- Ирвинг Бейкон — Джадд Дженкинс
- Лила Лидс — Джули

## Создатели фильма и исполнители главных ролей
Режиссёр фильма Фрэнк Борзейги был дважды удостоен премии Оскар за постановку мелодрам «Седьмое небо» (1927) и «Плохая девчонка» (1931). Многие его фильмы сочетают романтизм и духовность, или рассказывают о влюблённых, которым угрожают опасности и несчастья, часто, в период беспокойных социально-политических событий, таких как Первая мировая война, Великая депрессия и подъём фашизма. Среди других памятных фильмов Борзейги — антивоенные драмы «Прощай, оружие» (1932) по Эрнесту Хемингуэю и «Три товарища» (1938) по Э.М. Ремарку, антинацистская драма «Смертельный шторм» (1940) и религиозная нуаровая драма «Странный груз» (1940), а также популярная музыкальная комедия «Сестра его дворецкого» (1943) с Диной Дурбин.
Актёр Дэйн Кларк сыграл главные роли в низкобюжджетных фильмах нуар «Кнут» (1948), «Ответный огонь» (1950) и «Стрелок на улицах города» (1950), а также в мелодраме «Украденная жизнь» (1946) с Бетт Дейвис в главной роли, но в основном играл роли второго плана. Гэйл Расселл известна ролями в фильмах нуар «Калькутта» (1947) с Аланом Лэддом, «У ночи тысяча глаз» (1948) с Эдвардом Г. Робинсоном и «Разделительная линия» (1950), а также в вестернах «Ангел и негодяй» (1947) с Джоном Уэйном и «Семь человек с этого момента» (1956).

## Реакция критики
Газета «Нью-Йорк таймс» в 1949 году написала о фильме:
Древний спор о том, как лучше донести историю — с помощью слов или с помощью зрительных образов — снова встаёт на повестку дня в картине «Восход луны». В случае с романом Теодора Штрауса, книга заметно превосходит фильм. И не потому, что создатели фильма испортили источник. А скорее потому, что автор романа из каждого слова и каждой идеи очень точно сложил изысканную мозаику, разработав объемные образы персонажей, переживающих настоящее напряжение, ненависть и страсть в настоящем, жестоком обществе. Но тот ужасный груз травли, вины и одиночества, который испытывает герой фильма, на которого идёт охота, обозначен в фильме лишь по касательной. Кроме нескольких персонажей, актёры «Восхода луны» — это всего лишь общество теней, которое летаргически движется к своему неумолимому финалу… Фрэнк Борзейги поставил эту мелодраму в неторопливом темпе, сохраняя мрачное настроение истории, и этот темп не меняется, за исключением пары эпизодов, вызывающих учащённое сердцебиение, в которых главный герой дико несётся сквозь ночь после убийства, а также когда его преследуют на болотах лающие собаки. Но «Восход луны» — это туманная история, наполненная главным образом неинтересными людьми
.
Журнал «Time Out» написал:
Наверное, самый выдающийся фильм Борзейги, «Восход луны» — это тягостная история о сыне убийцы, доведённом до насилия окружающими, постоянно твердящими ему о его прошлом. Фильм стал идеальным ответом тем критикам, которые высмеивали Борзейги как «простого» романтика, воспевающего волшебство любви. Глубоко меланхоличный, фильм (по роману Теодора Штрауса) создаёт ощущение физической реальности с помощью приглушённого света и суровых обстоятельств, с которыми его любовники в бегах не могут совладать: их «седьмое небо» на заброшенной усадьбе носит лишь временный характер
.
Дейв Керр написал в «Чикаго ридер»:
«Восход луны» — это последний шедевр Фрэнка Борзейги и один из его самых известных фильмов, хотя во многих смыслах это и очень не типичная для него работа. Сделанный на весьма среднем бюджете для студии «Рипаблик пикчерс» — студии сериалов и ковбоев — фильм демонстрирует богатый и изощрённый экспрессионистский стиль; использование теней и напряжённых ракурсов делает его не похожим ни на один другой фильм в каноне Борзейги. Общественные коллизии, которые мучают духовно настроенных влюблённых Борзейги в его ранних фильмах, здесь стали психологическими. Молодой человек (Дейн Кларк) борется с преодолением своей «дурной крови» — его отец был казнённым убийцей… Более ранний, неудачный фильм «Нежная улыбка» (1941) с его образом блокируемого, но постоянно присутствующего прошлого, выглядит как сырой набросок этого конечного успеха
.
Деннис Шварц в 2005 году написал о фильме:
Это один из лучших фильмов, если не лучший у режиссёра-ветерана Фрэнка Борзейги, известного своими романтическими мелодрамами («Прощай, оружие», «Седьмое небо»). Этот малобюджетный гуманистический фильм о социальном конфликте был необычным выбором для студии «Рипаблик», которая известна своими сериалами, экшнами и вестернами. Этот фильм стал последним у Борзейги вплоть до «Фарфоровой куклы» 1958 года… Красота фильма заложена в визуальной неотразимости постановки Борзейги, превращая фильм в психологическое исследование, где главный герой борется с внутренним конфликтом между мирным и гневным божественным началом. Метущийся молодой человек в конце концов преодолевает свою былую плохую карму, потому что находит любовь и поддержку у добрых людей, а также цели, в которые можно верить. Духовные идеалы, такие как любовь, преобразующая жизнь человека — это именно те вещи, которые сам режиссёр ценил очень высоко в реальной жизни
.